# Хрящев, Андрей Алексеевич
Андрей Алексеевич Хрящев (1900 — 1982) — советский военачальник, генерал-майор (04.06.1940).

## Биография
В рядах РККА с июля 1919 года. Участник Гражданской войны.
В 1927 году окончил Военную академию РККА имени М. В. Фрунзе, в 1937 году — Академию Генерального штаба РККА. С 1937 года заместитель начальника штаба Закавказского военного округа.
Постановлением Совета Народных Комиссаров СССР от 4 июня 1940 г. № 945 присвоено звание «генерал-майор». 
С началом Великой Отечественной войны в той же должности. Провел большую работу по отмобилизованию войск округа, формированию новых соединений и отправки их в действующую армию. С октября 1941 года и.д. начальника штаба округа, с ноября — начальник штаба Группы советских войск в Иране. С января 1942 года начальник штаба 47-й армии Крымского фронта, принимал участие в руководстве боевыми действиями войск армии по обороне позиций на Керченском полуострове. С мая 1942 года — начальник штаба 44-й армии Северо-Кавказского фронта (с 7 июня 1942 года— в составе Закавказского фронта), с 20 мая по 2 июня и.д. командующего 44-й армией. С августа 1942 года — заместитель начальник штаба Закавказского фронта по ВПУ, принимал участие в руководстве оборонительными операциями войск фронта в районе г. Орджоникидзе (Владикавказ) и на побережье Чёрного моря по прикрытию направлений на гг. Туапсе и Новороссийск. Особенно отличился в ходе Нальчикской оборонительной операции Северной группы войск Закавказского фронта, в результате которой немецко-фашистские войска окончательно отказались от наступательных действий на грозненском направлении и перешли к обороне. За боевые заслуги награждён орденом Красного Знамени. С ноября 1942 года начальник штаба 45-й армии Закавказского фронта, которая прикрывала государственную границу СССР с Турцией и выполняла другие задачи. До конца войны участвовал в подготовке и отправке в действующую армию соединений, боевой подготовке и сколачивании войск армии. В процессе этой работы им были значительно углублены навыки по организационной работе, руководству боевой учебой штабов и войсковых соединений.
После войны в той же должности. С июня 1946 года начальник оперативного отдела штаба Киевского военного округа, с 1949 года — слушатель Высшей военной академии им. К. Е. Ворошилова, с сентября 1950 года — начальник цикла тактики Высших стрелково-тактических курсов усовершенствования комсостава пехоты «Выстрел» им. Б. М. Шапошникова. С ноября 1953 года в запасе. В 1953 году присвоено звание «генерал-лейтенант».
Награждён орденом Ленина (21.02.1945), тремя орденами Красного Знамени (13.12.1942, 3.11.1944, 15.11.1950), медалями.